# Shoprite

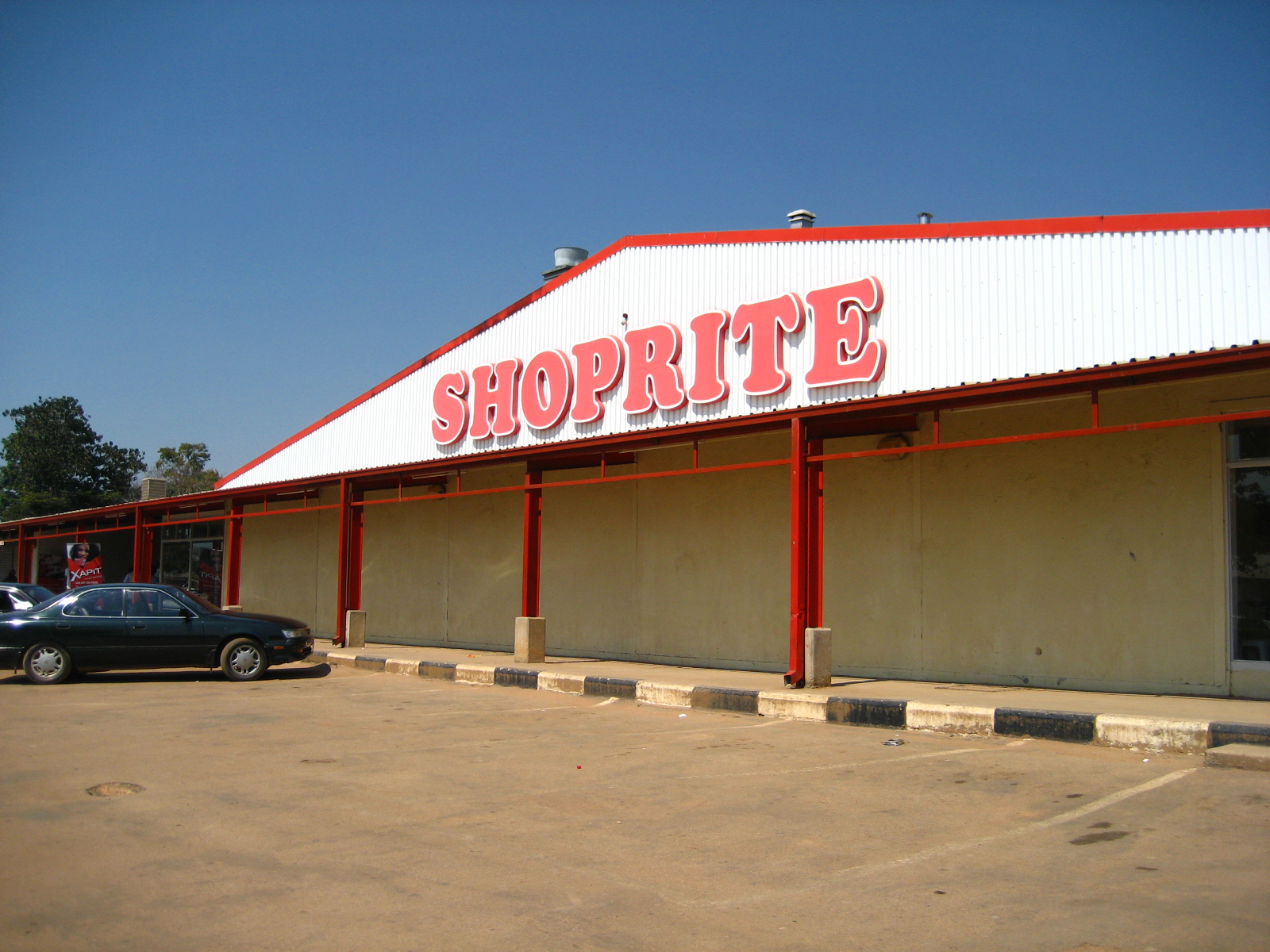
Shoprite-supermarkt in Mansa (Zambia)

Shoprite of Checkers is een Zuid-Afrikaans supermarktketen die haar hoofdkantoor heeft in Kaapstad. De winkelketen is de grootste van Afrika en heeft winkels in 18 landen. De omzet bedroeg 29,813 miljard rand tussen juni 2004 en juli 2005. Het bedrijf is genoteerd aan de JSE in Johannesburg en aan de beurzen van Namibië en Zambia.
Het bedrijf werd 25 jaar geleden opgestart en is een snelgroeiend bedrijf.
Het bedrijf heeft meer dan 820 winkels en 63.000 werknemers. Het bedrijf is naast Zuid-Afrika onder andere actief in Angola, Egypte, Ghana, Madagaskar, Mauritius, Namibië, Oeganda, Tanzania, Zambia en Zimbabwe. In 2004 opende de keten de eerste winkel buiten het Afrikaans continent, in India. Alle winkels zijn via een satelliet verbonden met de centrale computer in Kaapstad, waar de verkopen per kwartier worden bijgehouden. 
De winkels van het bedrijf zijn vaak makkelijk te herkennen, doordat ze zich op een afgesloten terrein bevinden met veel bewaking. Het bedrijf loopt in Afrika tegen vele problemen aan. Niet alleen moeten voor een vestiging in een land vaak vele steekpenningen worden betaald (ook wel de Afrikaanse manier van zakendoen genoemd), maar ook moet het bedrijf zelf panden bouwen en wegen laten aanleggen. Verder zijn de Afrikaanse interne importtarieven vaak zeer hoog (gemiddeld 30 tot 60% van de waarde van een product), al bestaan er vele, vaak overlappende, vrijhandelszones.
Het bedrijf wordt door sommigen bekritiseerd om zijn lage lonen. In Malawi werd een staking voor betere lonen (toen $4 per week) beantwoord met een advertentie in de krant met de vraag om nieuwe werknemers, waarop de staking stopte.